# Sistema soviético y ruso para numerado de automóviles
Durante la época de la Unión de Repúblicas Socialistas Soviéticas, el gobierno nacional impuso una norma para identificar los modelos de los vehículos mediante números, que actualmente se sigue usando en Rusia. Hay dos versiones. Usando el sistema moderno se puede determinar el tipo de vehículo y la cilindrada de su motor. Este sistema fue introducido a mediados de los años 1970 y hoy en día existe un sistema similar en China.

## Sistema antiguo
El sistema antiguo se usó desde 1950 hasta mediados de los 1970, cuando fue reemplazado por el sistema moderno.
Según el sistema antiguo, el modelo consistía en el nombre del fabricante y un máximo de tres dígitos. Cada fabricante recibía un rango de números para que cada uno los eligiera para sus modelos. Los rangos fueron asignados de la siguiente manera:
- 1-99: GAZ GAZ-14
- 100-199: ZIL
- 200-299: YaAZ, KrAZ
- 300-399: UralAZ
- 400-450: MZMA (AZLK)
- 450-499: UAZ
- 500-599: MAZ, BelAZ
- 600-649: KAZ
- 650-699: Buses - PAZ, LiAZ, LAZ
- 700-999: ZAZ, RAF, trailers

## Sistema moderno
El sistema moderno fue introducido a mediados de los 1970 y todavía se usa en Rusia.
Según este sistema, el nombre completo se compone del nombre del fabricante (por ejemplo, VAZ) y de cuatro dígitos (por ejemplo, 2108).

### Primer dígito
Para automóviles se usa la cilindrada del motor:
- 1: hasta 1.1 litros
- 2: entre 1.2 y 1.8 litros
- 3: entre 1.8 y 3.2 litros
- 4: más de 3.5 litros

Para camiones se usa el peso:
- 1: hasta 1.200 kg
- 2: 1.200 kg - 2.000 kg
- 3: 2.000 kg - 8.000 kg
- 4: 8.000 kg - 14.000 kg
- 5: 14.000 kg - 20.000 kg
- 6: 20.000 kg - 40.000 kg
- 7: más de 40.000 kg

Para autobuses se usa la longitud:
- 2 hasta 5 m
- 3 entre 6,0 y 7,5 m
- 4 entre 8,0 y 9,5 m
- 5 entre 10,5 y 12,0 m
- 6 más de 16,0 m

### Segundo dígito
El segundo dígito indica el tipo de vehículo:
- 1: Turismo
- 2: Autobús
- 3: Camión
- 4: Camión con semirremolque
- 5: Camión volquete
- 6: Camión con remolque
- 7: Furgoneta
- 8: Reservado
- 9: Vehículo especial

### Tercer y cuarto dígito
La tercera y cuarta cifras se usaban para asignar un número de modelo por la factoría. La quinta cifra es opcional y se emplea para especificar diferentes versiones del mismo modelo. En el caso de un sexto dígito, se utiliza para especificar variantes de exportación.

### Ejemplo
VAZ 21063: Un vehículo fabricado por VAZ, con una cilindrada entre 1.2 y 1.8 litros (2), que es un automóvil de turismo (1), al que el fabricante le dio el código 06 (06), y tiene la modificación 3 (3).

## Futuro del sistema
El futuro del sistema no está claro. Algunos fabricantes siguen usándolo y otros no. Por ejemplo, AvtoVAZ no aplica el código en el nuevo Lada Kalina, dejando de lado el primer 2, y otorgándole los números 1117, 1118 y 1119, aún a pesar de equipar un motor de 1.6 litros.